# Кам'янка (птах)
Ка́м'янка (Oenanthe) — рід птахів родини мухоловкових (Muscicapidae). Інколи відносять до родини дроздових (Turdidae). Це птахи, що поширені у Старому Світі, лише кам'янка звичайна зустрічається також у східній Канаді і Гренландії, західній Канаді та на Алясці. В Україні зустрічаються 4 види: кам'янка звичайна (Oenanthe oenanthe, кам'янка попеляста (Oenanthe isabellina), кам'янка строката (Oenanthe melanoleuca) і кам'янка лиса (Oenanthe pleschanka).
Більшість видів мають характерне чорне і біле або червоне контрастне забарвлення на надхвісті або довгому хвості. Для більшості видів характерний статевий диморфізм.
Кам'янки живляться комахами у відкритих, сухих біотопах. Свої гнізда найчастіше влаштовують у тріщинах скель або старих норах гризунів.

## Види
Виділяють тридцять два види:
- Кам'янка звичайна (Oenanthe oenanthe)
- Кам'янка африканська (Oenanthe seebohmi)[4]
- Кам'янка чорнолоба (Oenanthe pileata)
- Кам'янка рудовола (Oenanthe bottae)
- Кам'янка брунатна (Oenanthe heuglinii)
- Кам'янка попеляста (Oenanthe isabellina)
- Кам'янка білогруда (Oenanthe monacha)
- Кам'янка пустельна (Oenanthe deserti)
- Кам'янка іспанська (Oenanthe hispanica)
- Кам'янка строката (Oenanthe melanoleuca)[5]
- Кам'янка кіпрська (Oenanthe cypriaca)
- Кам'янка лиса (Oenanthe pleschanka)
- Смолярик білолобий (Oenanthe albifrons)
- Кам'янка сомалійська (Oenanthe phillipsi)
- Кам'янка рудогуза (Oenanthe moesta)
- Трактрак чорнохвостий (Oenanthe melanura)
- Трактрак рудохвостий (Oenanthe familiaris)
- Трактрак бурохвостий (Oenanthe scotocerca)
- Трактрак ефіопський (Oenanthe dubia)
- Трактрак бурий (Oenanthe fusca)
- Кам'янка чорна (Oenanthe picata)
- Кам'янка білогуза (Oenanthe leucura)
- Кам'янка абісинська (Oenanthe lugubris)[6]
- Кам'янка білоголова (Oenanthe leucopyga)
- Кам'янка чорноголова (Oenanthe albonigra)
- Кам'янка чорношия (Oenanthe finschii)
- Кам'янка магрибська (Oenanthe halophila)[7]
- Кам'янка чорноспинна (Oenanthe lugens)
- Oenanthe warriae[8]
- Кам'янка єменська (Oenanthe lugentoides)[9]
- Кам'янка золотогуза (Oenanthe xanthoprymna)
- Кам'янка перська (Oenanthe chrysopygia)